# Wú
Wú (吴) is de zesde achternaam van Baijiaxing en een veelvoorkomende Chinese achternaam in China.
In Hongkong en Macau wordt 吴 geromaniseerd als Ng. De Minnannezen in Zuidoost-Azië hebben 吴 als Goh geromaniseerd.
In het Kantonees klinkt de achternaam hetzelfde als het woord "niet" in het Kantonees, waardoor het voor Kantonezen met deze achternaam moeilijk is een naam te verzinnen; Wu Bangguo 吴邦国 klinkt in het Standaardkantonees hetzelfde als "het land niet helpen". Bangguo klinkt in Standaardkantonees als "het land helpen".
Na 1911 veranderden de meeste mensen met de Mantsjoe-naam Wujiahala (烏佳哈拉) hun naam in Wu.
- Japans: ご (go), くれ (kure), くれる (kureru)
- Koreaans: 오/Oh (of O)
- Vietnamees: Ngô

## Bekende personen met de naam Wu, Ng of Ngô
- Wu Bangguo 吴邦国, een Chinees politicus
- Chien-Shiung Wu, natuurkundige van Chinese afkomst (1912-1997)
- Wu Guang 吴广, een Chinees opstandelingenleider
- Wu Jiaduo, een Chinees-Duitse tafeltennisster
- Wu Liangyong, een Chinees architect
- Wu Sangui 吴三桂, een Chinees generaal
- Wu Peng, een Chinees zwemmer
- Harry Wu, een Chinees mensenrechtenactivist
- Wu Jianquan, een Chinees vechtsporter
- Wu Cheng'en, een Chinees schrijver en dichter
- Wu Daozi, een Chinees schilder
- Ng Man-Tat, een acteur in Hongkongse films
- Ron Ng Cheuk-Hei, een Hongkongs acteur en cantopopzanger
- Ngô Bảo Châu, een Vietnamees wiskundige
- Ngô Đình Diệm, een Zuid-Vietnamees politicus
- Ngô Đình Nhu, een Zuid-Vietnamees politicus
- Ngô Thanh Vân, een Vietnamees actrice